# Seznam severských bohů
Seznam severských bohů uvádí některé bohy, bohyně a další bytosti, které se vyskytují v severské mytologii. 

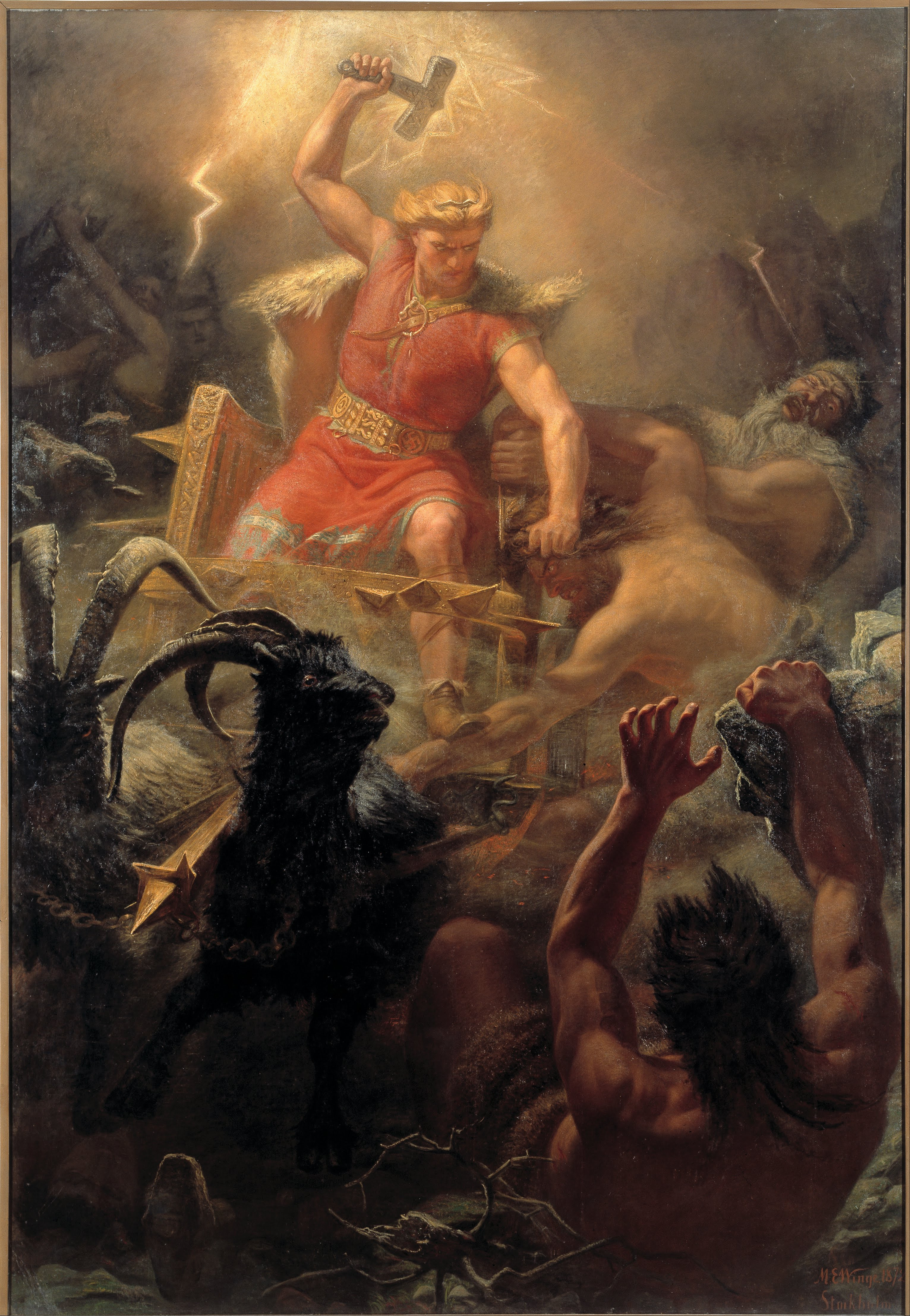
Thór v bitvě proti obrům, Mårten Eskil Winge, 1872

## Ásové
- Aegir
- Baldr
- Bragi
- Dagr
- Dellingr
- Fjörgyn
- Forseti
- Frigg
- Fulla
- Gefjun
- Heimdall
- Hel
- Hermód
- Höd
- Höni
- Iddun
- Kvasi
- Lodur
- Lofn
- Loki
- Magni
- Mani
- Meili
- Módi[p. 1]
- Mími
- Nanna
- Nótt
- Ódin
- Rán
- Sága
- Sif
- Sigyn
- Sjöfn
- Skadi
- Sol
- Syn
- Thór
- Týr
- Ull
- Vili
- Váli
- Vár
- Vé
- Vídar
- Vör[p. 2]

## Vanové
- Frey
- Freya
- Njörd
- Nerthus (hypoteticky)

## Dísy
- Norny
- Valkýry

## Galerie

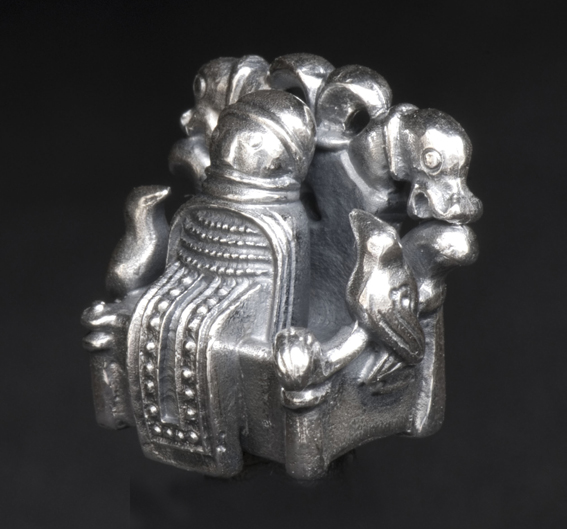
Ódin – vzácná středověká soška postavy sedící na trůnu s dvěma havrany, Roskildské museum, Dánsko
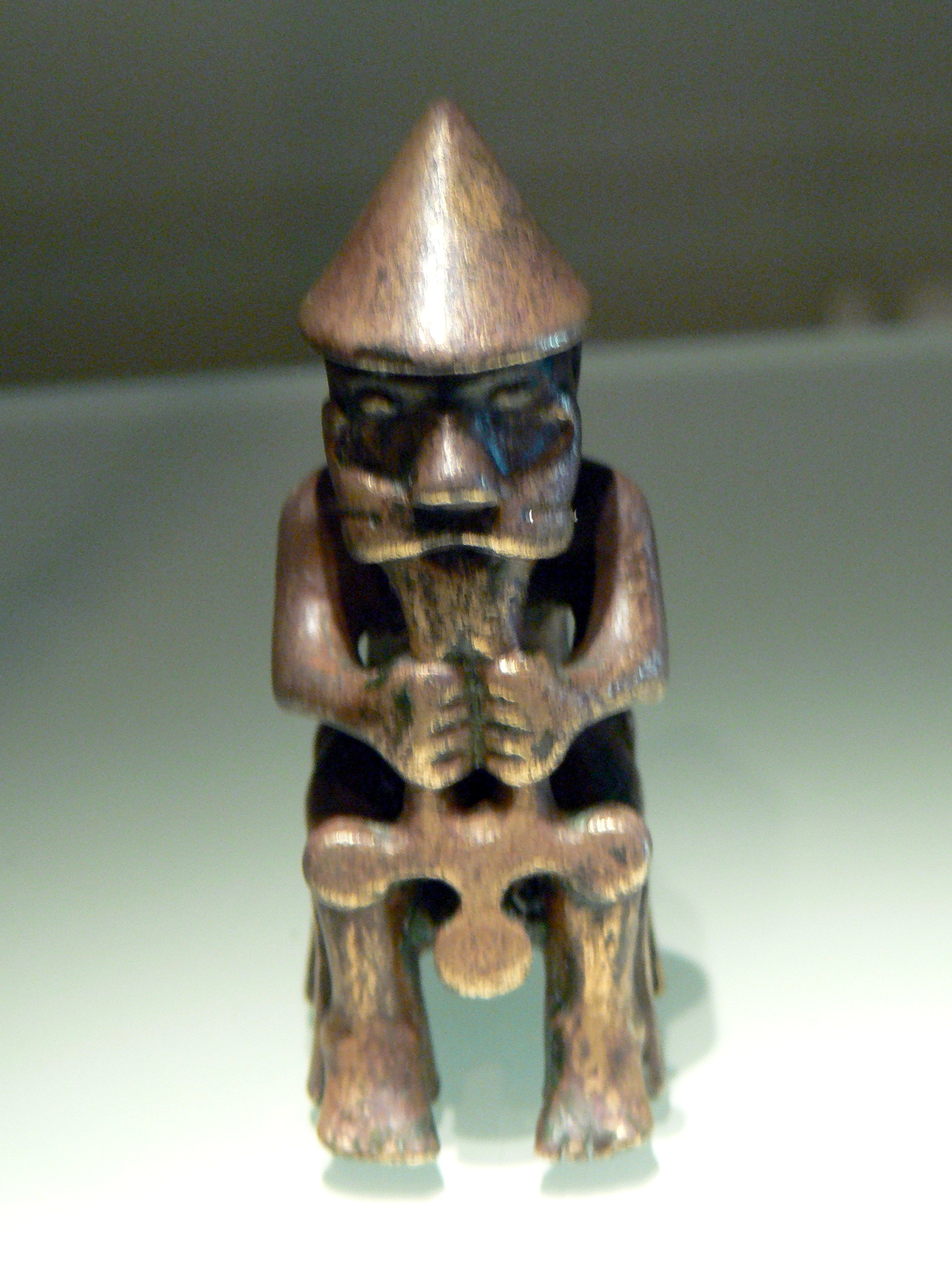
Thór – originální nález bronzové sošky o velikosti 6,7 cm, Islandské národní muzeum
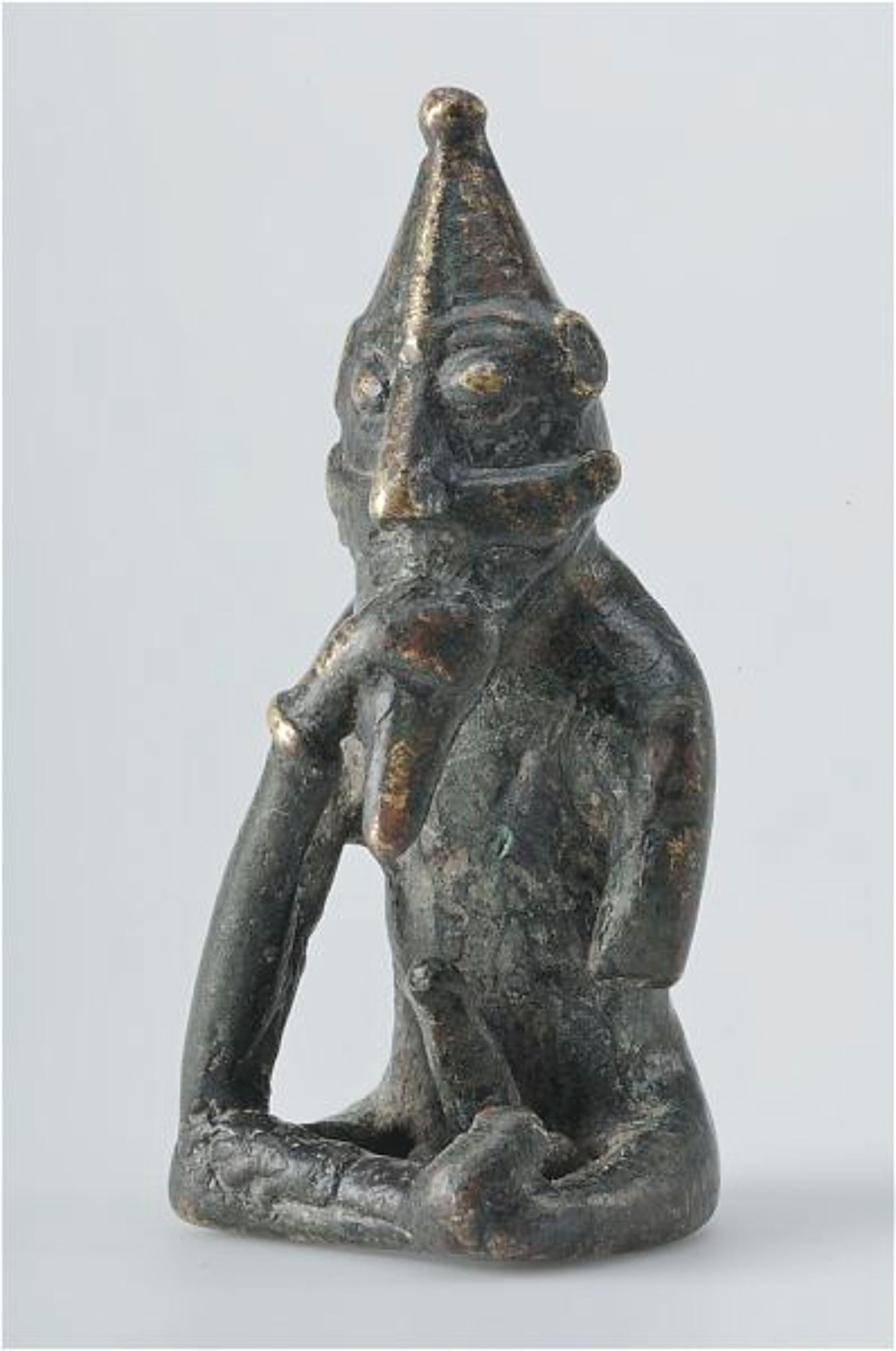
Frey – figurka se ztopořeným falem, o které se soudí, že představuje boha Freye, oblast Rällinge, vikinské období
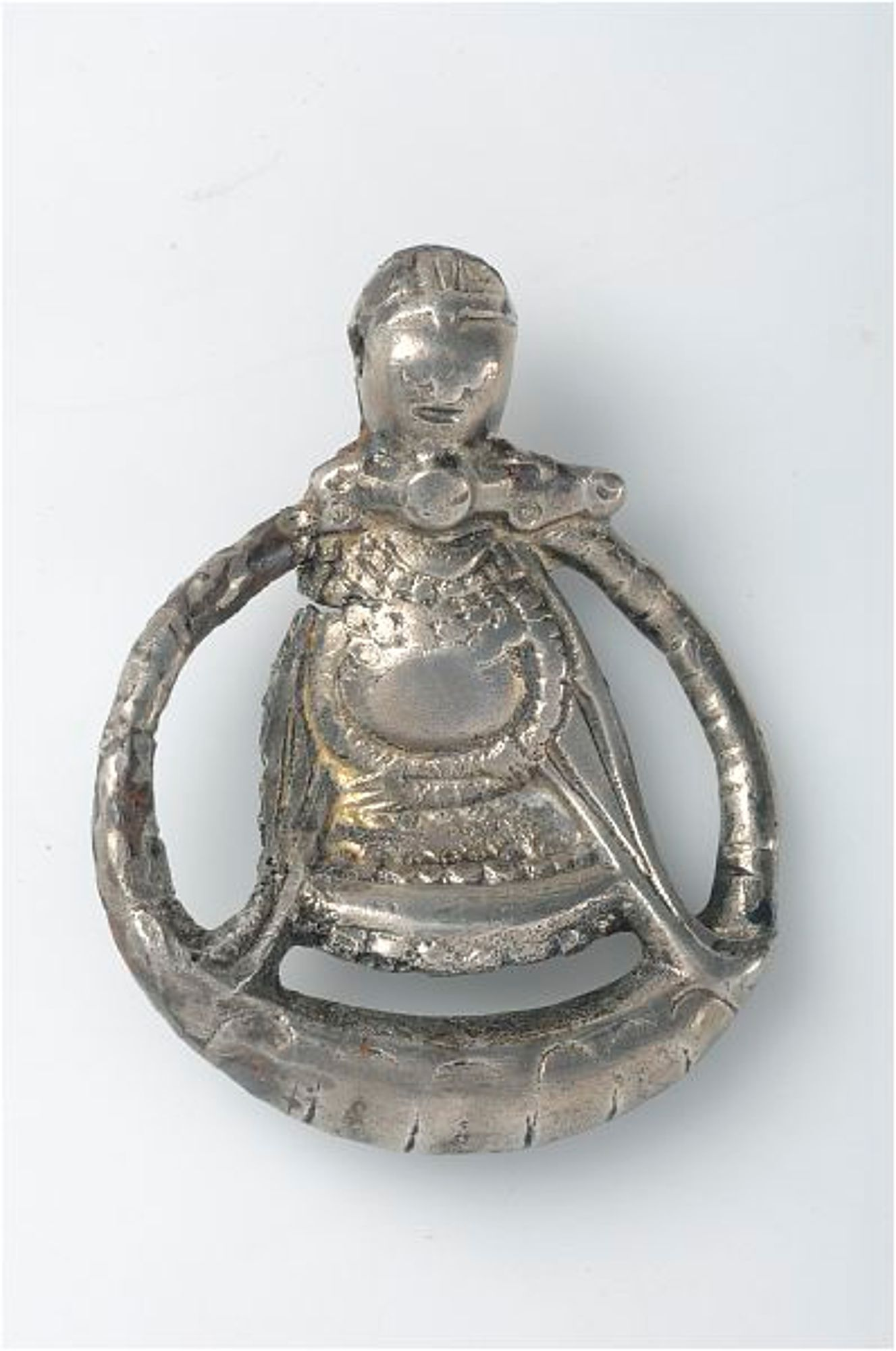
Freya – originální středověký amulet ze stříbra v podobě bohyně Freyi a Brísingamenu nalezený v Östergötlandu, Švédsko
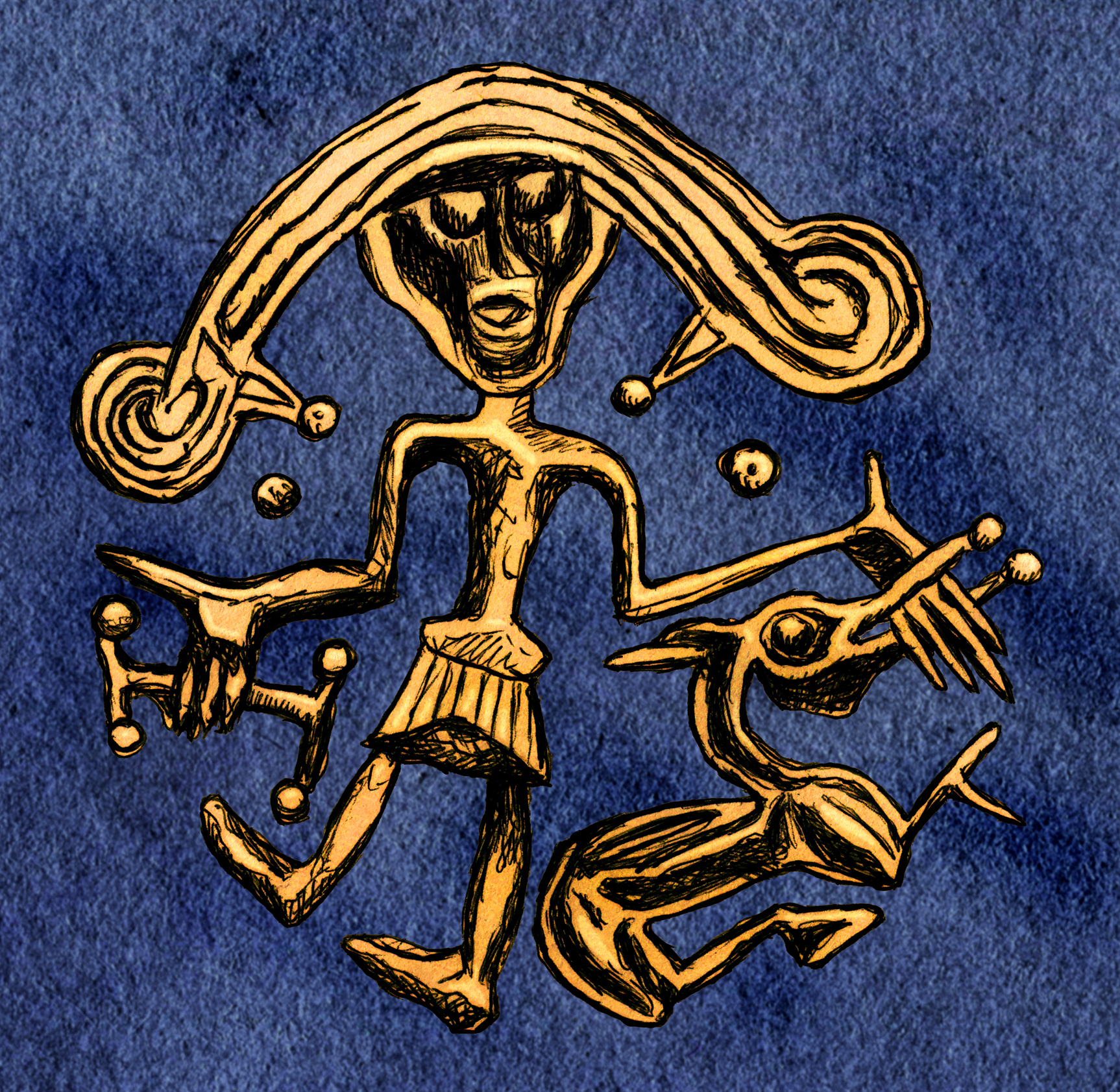
Týr – nákres Týra a Fenrira z nálezu germánského brakteátu z období Stěhování národů, poblíž města Trollhättanu, Švédsko
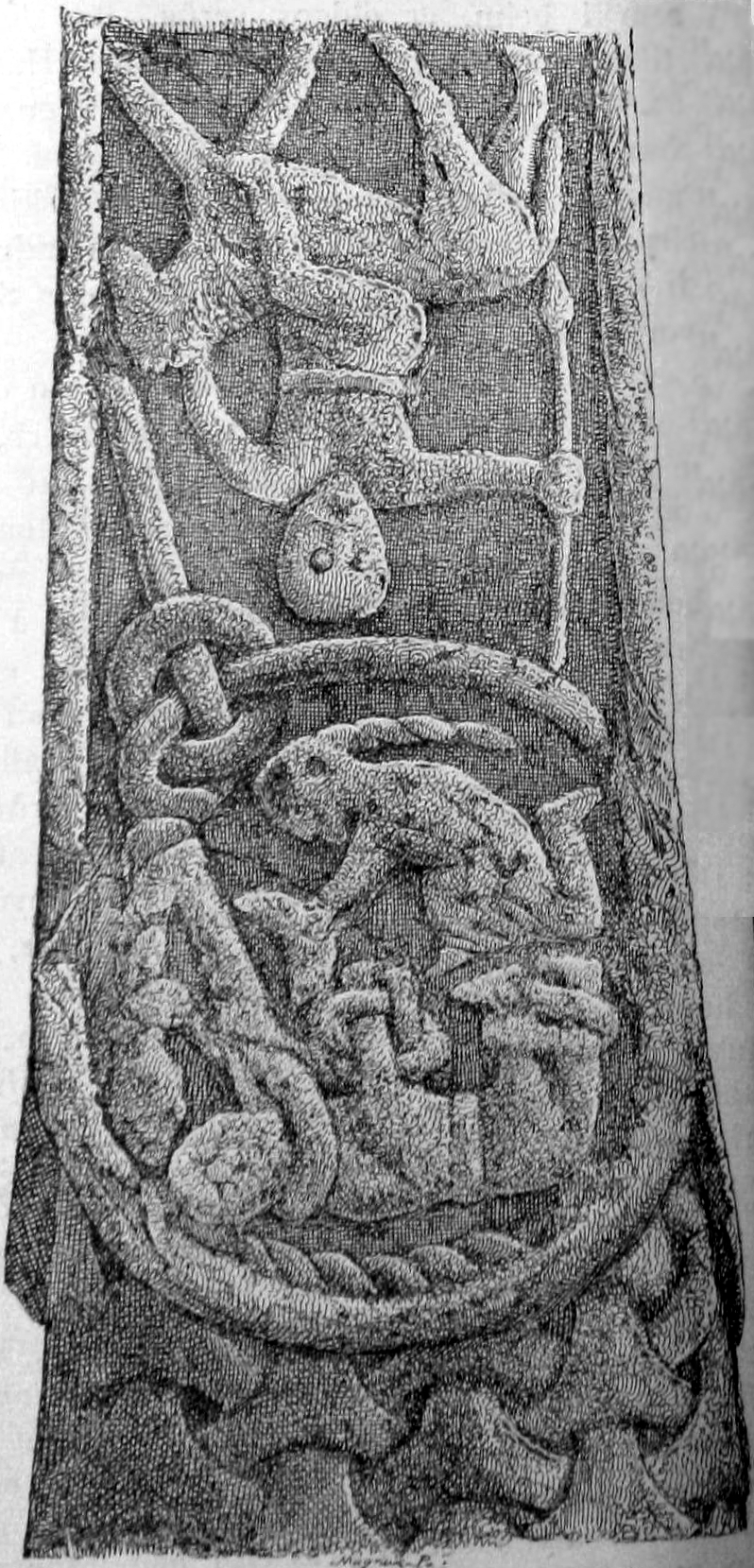
Loki – výjev z tzv. gosfortského kříže zobrazuje svázaného Lokiho s jeho manželkou Sigyn